# Eteoryctis
Eteoryctis là một chi bướm đêm thuộc họ Gracillariidae.

## Các loài
- Eteoryctis deversa (Meyrick, 1922)
- Eteoryctis gemoniella (Stainton, 1862)
- Eteoryctis picrasmae Kumata & Kuroko, 1988
- Eteoryctis syngramma (Meyrick, 1914)